# Tripterygion varium
Tripterygion varium és un peix teleosti de la família dels tripterígids i de l'ordre dels perciformes.

## Morfologia
Pot arribar als 13 cm de llargària total.

## Reproducció
Es reprodueix de maig a novembre.

## Alimentació
Menja petits invertebrats bentònics.

## Distribució geogràfica
Es troba a les costes del Pacífic sud-occidental (Austràlia -incloent-hi Tasmània- i Nova Zelanda -incloent-hi les Illes Chatham-).